# Point of know return live & beyond
Point of know return live & beyond is een livealbum van Kansas.
In vervolg op een tournee in 2017 ging Kansas in 2019/2020 op concertreis door de Verenigde Staten en Canada. Tijdens die concertreis werd de muziek van hun succesalbum Point of know return integraal uitgevoerd. In de tijd dat dat album werd uitgebracht (1977) was het niet altijd mogelijk de verrichtingen in de studio te vertalen naar het podium. Door de voortschrijdende techniek was dat in 2019/2020 wel mogelijk. In de aankondigingen tussen de nummers werd een akoestische set genoemd, deze kwam niet op het album terecht.
De tournee zou voortgezet worden in Europa waaronder ook een concert in Koninklijk Theater Carré; de coronapandemie zorgde ervoor dat optredens in Europa afgezegd moesten worden. Het album werd gestoken in een hoes, die verwees naar het oorspronkelijke studioalbum. Op het studioalbum balanceert een schip op de rand van de wereld, bij het livealbum is het een scheepswrak geworden.
In die periode was Kansas ook werkzaam in de studio voor het album The absence of presence, echter geen nummer van dat album staat op het livealbum.

## Musici
- Tom Brislin – toetsinstrumenten , zang
- Phil Ehart – drumstel
- Billy Greer – basgitaar, zang (eerste zangstem Summer, Miracles out of nowhere, Sparks of the tempest en Hopelessly human)
- Ronnie Platt – zang, toetsinstrumenten
- David Ragsdale – viool, gitaar, zang
- Zak Rizvi – elektrische en akoestische gitaar (vertrok na de tournee en studioalbum)
- Rich Williams – elektrische en akoestische gitaar

## Muziek
| Nr. | Titel                                                     | Duur  |
| --- | --------------------------------------------------------- | ----- |
| 1.  | Cold grey morning (opnamen: Fort Myers, 6 februari 2020)  | 4:17  |
| 2.  | Two cents worth (opnamen: Knoxville, 22 februari 2020)    | 4;29  |
| 3.  | The wall (opnamen: Knoxville, 22 februari 2020)           | 6:04  |
| 4.  | Song for America (opnamen:Amarillo, 7 maart 2020)         | 10:32 |
| 5.  | Summer (opnamen: San Diego, 4 april 2019)                 | 3:59  |
| 6.  | Musicatto (opnamen: Oakland, 10 april 2019)               | 3:39  |
| 7.  | Talking in the view (opnamen: Tucson, 2 april 2019)       | 3:15  |
| 8.  | Miracles out of nowhere (opnamen: Oakland, 10 april 2019) | 7:27  |

| Nr. | Titel                                                                  | Duur |
| --- | ---------------------------------------------------------------------- | ---- |
| 1.  | Point of know return (opnamen: San Diego, 4 april 2019)                | 3:40 |
| 2.  | Paradox (opnamen:Tucson, 2 april 2019)                                 | 4:09 |
| 3.  | The spider (opnamen:Amarillo, 7 maart 2020)                            | 2:08 |
| 4.  | Portrait (he knew) (opnamen: Durham, 16 november 2019)                 | 5:30 |
| 5.  | Closet chronicles (opnamen: Tucson, 2 april 2019)                      | 6:40 |
| 6.  | Lightning’s hand (opnamen: Savannah, 31 januari 2020)                  | 4:40 |
| 7.  | Dust in the wind (opnamen: Montreal, 2 november 2019)                  | 4:08 |
| 8.  | Sparks of the tempest (opnamen: Tucson, 2 april 2019)                  | 4:29 |
| 9.  | Nobody’s home (opnamen: Knoxville, 22 februari 2020)                   | 4:54 |
| 10. | Hopelessly human (opnamen: Los Angeles, 6 april 2019)                  | 7:21 |
| 11. | Carry on wayward son (opnamen: Durham, 16 november 2019)               | 6:27 |
| 12. | People of the south wind (opnamen: North Charleston, 14 februari 2020) | 4:29 |
| 13. | Refugee (opnamen: Chattanooga, 29 februari 2020)                       | 4:29 |
| 14. | Lonely wind (opnamen: Chattanooga, 29 februari 2020)                   | 5:27 |

Tracks CD2 1-10 vormden Point of know return